# 蒙特尔·道格拉斯
蒙特尔·玛塞勒·道格拉斯（英語：Montell Marcelle Douglas，1986年1月24日—）生于伦敦刘易舍姆区，是一名英国女子田径和雪车运动员。她最初练习跳高运动，但后来因背部伤病放弃跳高，改练短跑。她在2008年北京奥运完成自己的奥运首秀，当时她在女子100公尺项目上止步半决赛，在女子4×100公尺接力项目上则未能完成比赛。2016年，她在他人的建议下开始练习雪车运动，并在2017年1月完成个人世界杯分站赛首秀，2018年平昌冬奥，她成为英国女子雪车队的替补选手。2022年，她入选北京冬奥英国雪车队正选名单，既成为历史上首位参加夏奥和冬奥的英国女选手，又与巴西人雅克利娜·莫朗一同成为仅有的两位同时参加过2008年和2022年这两届皆由北京主办之奥林匹克运动会的选手。